# Chlewice (gromada)
Chlewice – dawna gromada, czyli najmniejsza jednostka podziału terytorialnego Polskiej Rzeczypospolitej Ludowej w latach 1954–1972.
Gromady, z gromadzkimi radami narodowymi (GRN) jako organami władzy najniższego stopnia na wsi, funkcjonowały od reformy reorganizującej administrację wiejską przeprowadzonej jesienią 1954 do momentu ich zniesienia z dniem 1 stycznia 1973, tym samym wypierając organizację gminną w latach 1954–1972.
Gromadę Chlewice z siedzibą GRN w Chlewicach utworzono – jako jedną z 8759 gromad na obszarze Polski – w powiecie włoszczowskim w woj. kieleckim, na mocy uchwały nr 13l/54 WRN w Kielcach z dnia 29 września 1954. W skład jednostki weszły obszary dotychczasowych gromad Chlewice, Chlewska Wola, Chlewice-Kolonia i Jadwigów ze zniesionej gminy Moskorzew w tymże powiecie oraz obszary dotychczasowych gromad Jaronowice i Kuźnice ze zniesionej gminy Nagłowice w powiecie jędrzejowskim. Dla gromady ustalono 25 członków gromadzkiej rady narodowej.
1 stycznia 1959 z gromady Chlewice wyłączono wsie Jaronowice i Kuźnice włączając je do gromady Nagłowice w powiecie jędrzejowskim.
Gromada przetrwała do końca 1972 roku, czyli do kolejnej reformy gminnej.